# Vallösa kyrka

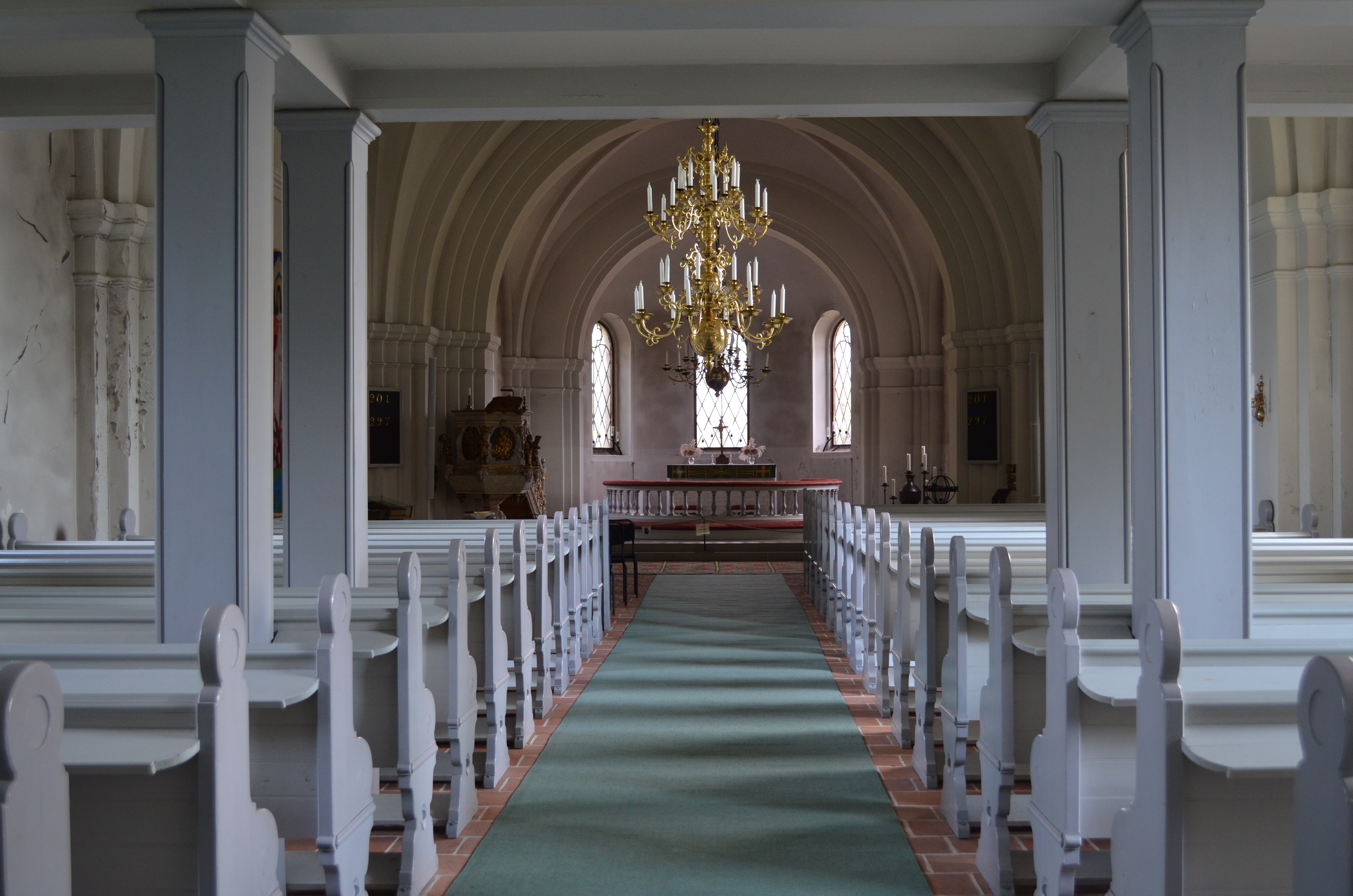
Vallösa kyrkas kyrkosal

Vallösa kyrka är en kyrkobyggnad i Vallösa by. Den tillhör Ljunits församling i Lunds stift.

## Kyrkobyggnaden
Vallösa kyrka byggdes 1882, då den medeltida kyrkan i Sjörup blivit för liten. Den är byggd i gråsten med vita putsfält. Stilen är både romansk och gotisk. Kyrkan var från början en korskyrka, men sedan befolkningsunderlaget minskat gjordes 1962 den södra korsarmen om till sakristia och den norra blev bårhus.

## Inventarier
Kyrkan har en predikstol i slottsbarock som ursprungligen kommer från Borsöe kapell vid Marsvinsholms slott. Den är snidad omkring 1630 av en skulptör, förmodligen tysk, som enbart är känd genom initialerna A S.

### Orgel
- Den nuvarande orgeln byggdes 1916 av Eskil Lundén, Göteborg och är en pneumatisk orgel.

| Huvudverk I  | Svällverk II        | Pedal       | Koppel |
| Borduna 16´  | Violin Principal 8´ | Subbas 16´  | I/P    |
| Principal 8´ | Salicional 8'       | Violoncell´ | II/P   |
| Flöjt 8'     | Flöjt 4'            |             | II/I   |
| Gamba 8'     | Oktava 2'           |             |        |
| Oktava 4'    | Crescendosvällare   |             |        |